# العلاقات الإيرانية الجنوب إفريقية
العلاقات الإيرانية الجنوب أفريقية هي العلاقات الثنائية التي تجمع بين إيران وجنوب أفريقيا.

## مقارنة بين البلدين
هذه مقارنة عامة ومرجعية للدولتين:
| وجه المقارنة                                              | إيران                    | جنوب أفريقيا |
| --------------------------------------------------------- | ------------------------ | --- |
| المساحة (كم2)                                             | 1.65 مليون               | 1.22 مليون |
| عدد السكان (نسمة)                                         | 79.97 مليون              | 57.73 مليون |
| الكثافة السكانية (ن./كم²)                                 | 48.47                    | 47.32 |
| العاصمة                                                   | طهران                    | بريتوريا، بلومفونتين، كيب تاون |
| اللغة الرسمية                                             | لغة فارسية               | لغة إنجليزية، اللغة الأفريقانية، اللغة النديبلي الجنوبية، اللغة السوثو الشمالية، اللغة السوتية، لغة سوازي، اللغة التسونجا، اللغة التسوانية، اللغة الفيندية، اللغة الكوسية، اللغة الزولوية |
| العملة                                                    | ريال إيراني              | راند جنوب أفريقي |
| الناتج المحلي الإجمالي (بليون دولار)                      | 439.51 مليار             | 349.42 مليار |
| الناتج المحلي الإجمالي (تعادل القوة الشرائية) بليون دولار | 1.36 تريليون             | 725.91 مليار |
| الناتج المحلي الإجمالي الاسمي للفرد دولار أمريكي          |                          | 5.72 ألف |
| الناتج المحلي الإجمالي للفرد دولار أمريكي                 |                          | 13.05 ألف |
| مؤشر التنمية البشرية                                      | 0.766                    | 0.666 |
| رمز المكالمات الدولي                                      | +98                      | +27 |
| رمز الإنترنت                                              | .ir،                     | .za |
| المنطقة الزمنية                                           | ت ع م+03:30، توقيت إيران | ت ع م+02:00، أفريقيا/جوهانسبرغ ‏ |

## مدن متوأمة
في ما يلي قائمة باتفاقيات التوأمة بين مدن إيرانية وجنوب أفريقية:
- ترتبط طهران مع بريتوريا باتفاقية توأمة منذ 26 مايو 1972.

## منظمات دولية مشتركة
يشترك البلدان في عضوية مجموعة من المنظمات الدولية، منها:
| علم المنظمة | اسم المنظمة                                                | تاريخ انضمام إيران | تاريخ انضمام جنوب أفريقيا |
| ----------- | ---------------------------------------------------------- | ------------------ | ------------------------- |
|             | مؤسسة التنمية الدولية                                      | 10 أكتوبر 1960     | 12 أكتوبر 1960            |
|             | يونسكو                                                     | 6 سبتمبر 1948      | 4 نوفمبر 1946             |
|             | وكالة ضمان الاستثمار متعدد الأطراف                         | 15 ديسمبر 2003     | 10 مارس 1994              |
|             | الأمم المتحدة                                              | 24 أكتوبر 1945     | 7 نوفمبر 1945             |
|             | العملية المشتركة للاتحاد الأفريقي والأمم المتحدة في دارفور | ?                  | ?                         |
|             | الفريق المعني برصد الأرض                                   | ?                  | ?                         |
|             | الاتحاد البريدي العالمي                                    | ?                  | ?                         |
|             | البنك الدولي للإنشاء والتعمير                              | 29 ديسمبر 1945     | 27 ديسمبر 1945            |
|             | المنظمة الهيدروغرافية الدولية                              | ?                  | ?                         |
|             | منظمة حظر الأسلحة الكيميائية                               | ?                  | ?                         |
|             | مؤسسة التمويل الدولية                                      | 28 ديسمبر 1956     | 3 أبريل 1957              |
|             | منظمة الشرطة الجنائية الدولية                              | ?                  | ?                         |

## وصلات خارجية
- موقع وزارة الخارجية الإيرانية
- موقع وزارة الخارجية الجنوب أفريقية